# Evolvulus latifolius
Evolvulus latifolius är en vindeväxtart som beskrevs av Ker-gawl. Evolvulus latifolius ingår i släktet Evolvulus och familjen vindeväxter. Inga underarter finns listade i Catalogue of Life.